# 臺灣黑色青年聯盟

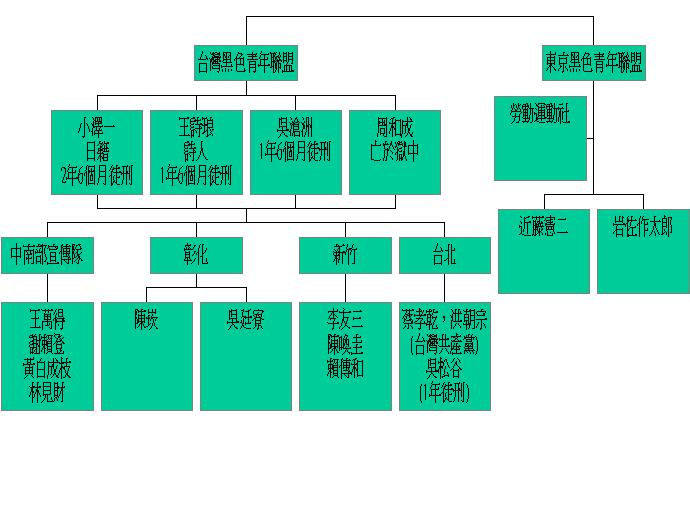
臺灣黑色青年聯盟簡圖，參考《臺灣警察沿革志》

臺灣黑色青年聯盟是成立於1926年的台灣左派組織，發起人小澤一深受成立於東京的黑色青年聯盟的影響，是台灣日治時期少見以無政府主義為方針與信仰的左派組織。
1927年2月1日，臺灣黑色青年聯盟主要成員44人被當局逮捕。之後，因沒有實際組織與行動的證據，最後只有4個人被判處有期徒刑2年6個月至1年。
該聯盟存在時間不久，但其聯盟成員後來多成為台灣共產黨與其他左翼組織的中堅分子。

## 簡介
台灣日治時期的左派思想，主要有共產主義與無政府主義。兩者雖本質上並不相同，但是於1920年代起步時在發源地與本質上極為雷同。其中較著名的組織有臺灣文化協會、臺灣農民組合和臺灣黑色青年聯盟。
與其他兩個組織相同，臺灣黑色青年聯盟也根源於左翼組織，其發祥地也是日本。只是與其他兩者不同，該聯盟多以無政府主義為師法對象。
1926年，臺北州立第一中學校（該校專收日籍學生，今臺北市立建國中學）學生小澤一（生於台北之在台日本人，當時18歲）於暑假的返日期間參加日本左翼組織「勞動運動社」，同時並與東京的「黑色青年聯盟」（黑聯）主要成員近藤憲二、岩佐作太郎的日本無政府主義者有所聯絡，並深受影響。
返台後，小澤一隨即與台北青年王詩琅、王萬得、周和成、洪朝宗、吳滄洲、蔡禎祥等舊識磋商，並交換相關左翼思想。不久之後，數人於同年的11月17日（一說為12月17日），於臺北市大正町大正公園（今林森北路、長安東路一帶）成立「臺灣黑色青年聯盟」。其組織名稱與思想章程，皆沿襲自東京的黑聯。

## 黑色青年聯盟宣言書
臺灣黑色青年聯盟於台北的大正公園集會，最重要的除了成立組織外，最重要的就是發表該聯盟的宣言書，而該宣言內容為：
- 「權力即法律，法律即統治，統治即國家。有了權力則分出統治者與被統治者。權力是抹殺人類自由的一個機械。所有的罪患，不正義事物都是權力，所以，沒有消滅一切權力，則不能得到自由。我等的直接行動就是暴力、暗殺、恐怖行動。我等誓死於黑旗下。」

## 發展與組織
大正公園結盟後，據後來當事者王詩琅回憶說，該聯盟並沒有任何組織與活動。僅是簡單的計劃以演講來宣揚無政府組織的想法，於外界聯繫也是鬆散的聯盟，而其聯盟發起動機更是「起於小澤一心存捉弄警察」（莊永明，臺灣紀事，1989）
但另一方面，隸屬臺灣總督府的警政司法單位卻在調查中發現，臺灣黑色青年聯盟以大正公園宣言結盟的數人為基礎，在短時間內迅速擴大組織。一年內，已將該聯盟組織擴展全台。而聯盟成員中的洪朝宗、高兩貴、王萬得、陳崁、陳金懋、潘爐、謝塗、謝有丁、郭炳榮、蔡禎祥、林朝輝、黃朝宗與楊松茂等人甚至已在連溫卿及王敏川兩社會名人的介紹下加入臺灣文化協會，並造成該協會違背與臺灣總督府的承諾，不但左傾且開始將社會改革運動觸角伸入政治。
除此之外，臺灣總督府發行的《臺灣警察沿革志》還詳細記載臺灣黑色青年聯盟發展表、組織系統表，表明臺灣黑色青年聯盟的政治活動。該文獻更指出，以周和成、黃白成枝、王萬得、林見財為主幹所組成的臺灣黑色青年聯盟「中南部宣傳隊」於1926年12月巡訪新竹、嘉義、朴子、東石、鳳山、屏東、潮州、東港、高雄等處，也順利吸收陳金城、謝賴登、黃石輝、洪石柱等中心成員。

## 逮捕與判刑
1927年1月2日，王萬得、高兩貴、周天啟、蔡孝乾、陳崁與陳金懋於台灣彰化集會。該集會會末決定聯合各地無產青年創立各產業的勞動工會，並指派各地區負責人。同年的1月31日，臺灣總督府所屬警方開始展開蒐證動作。當局不但在臺灣黑聯主要集會地陸續搜出與日本的極左翼「東京黑色青年聯盟」主要成員近藤憲二往來書信，也在相關場所查出印有「暴力，暗殺，恐怖行動」字眼的臺灣黑聯宣言書。
隔日，當局以此為理由發動大規模搜捕，當天一口氣逮捕了44人。之後「更捉了數百人」（莊永明，《臺灣紀事》，1989）
因為該聯盟並沒有實際行動，加上當時正逢大正民主末期（昭和二年），聯盟數十名主要成員經過調查後，只有數人被提起告訴並宣判定讞。其中，臺灣黑色青年聯盟「主謀」小澤一被判徒刑2年6個月，除此之外，主要成員的王詩琅與吳滄洲被判徒刑一年六個月、吳松谷徒刑一年。而創辦成員之一的周和成則未待宣判就因病去世於獄中。

## 影響
據王詩琅所言，當時當局會逮捕尚未行動的臺灣黑色青年聯盟，究其原因，乃是日本當局深恐無政府主義思潮影響青年人，以及要打倒台灣反日運動。不過，該聯盟所提倡的無政府主義多少影響了台灣的某些社運方向。而該聯盟成員在後來的社會運動中，也多少繼續扮演重要角色。例如，王詩琅成為社會文學的翹楚，蔡孝乾、洪朝宗、翁澤生等人加入臺灣共產黨，周合源、林斐芳、張維賢等成立孤魂聯盟，陳崁、蔡楨祥等成立臺灣勞動互助社。造成日後這些組織多少有著日本左翼組織的思想與影響。